# Nedre Mejvansjön
Nedre Mejvansjön är en sjö i Lycksele kommun och Storumans kommun i Lappland och ingår i Umeälvens huvudavrinningsområde. Sjön har en area på 0,167 kvadratkilometer och ligger 302,3 meter över havet. Sjön avvattnas av vattendraget Mejvanbäcken.

## Delavrinningsområde
Nedre Mejvansjön ingår i det delavrinningsområde (719488-159224) som SMHI kallar för Ovan Rostbäcken. Medelhöjden är 363 meter över havet och ytan är 13,44 kvadratkilometer. Räknas de 5 avrinningsområdena uppströms in blir den ackumulerade arean 34,25 kvadratkilometer. Mejvanbäcken som avvattnar avrinningsområdet har biflödesordning 2, vilket innebär att vattnet flödar genom totalt 2 vattendrag innan det når havet efter 229 kilometer. Avrinningsområdet består mestadels av skog (72 procent) och sankmarker (16 procent). Avrinningsområdet har 0,28 kvadratkilometer vattenytor vilket ger det en sjöprocent på 2,1 procent.